# Tony Hawk’s Underground
Tony Hawk’s Underground — видеоигра в жанре симулятора скейтбординга, изданная Activision в 2003 году, пятая часть в серии игр Tony Hawk’s. Neversoft разработали версии для GameCube, PlayStation 2 и Xbox, канадские разработчики из Beenox сделали версию на Windows, которая была выпущена только в Австралии и Новой Зеландии в качестве бюджетного релиза в 2005 году. Версия для Game Boy Advance была разработана Vicarious Visions, а для мобильных телефонов — компанией Jamdat.
Игра была разработана на тему индивидуальности, что проявилось в широких возможностях настройки, наличии повествования и представлении о ней как о приключенческой игре. Реальные профессиональные скейтбордисты внесли свой опыт в сюжет.
Рецензенты высоко оценили саундтрек, настройки, мультиплеер и сюжет. Графика и управление вождением транспортными средствами и ходьбой были менее хорошо оценены. Версия для PlayStation 2 была продана 2,11 млн копиями в США в декабре 2007 года. Продолжение — Tony Hawk’s Underground 2 — было выпущено в 2004 году.

## Игровой процесс
Underground строится на геймплейной формуле предыдущих частей: игрок исследует уровни и завершает цели при выполнении трюков. В игре акцентировано внимание на кастомизации, игрок, вместо того чтобы выбрать профессионального скейтера, может создать своего собственного. Также в Underground была добавлена возможность вставать со скейтборда и исследовать мир пешком.

### Представленные скейтбордисты
- Тони Хоук
- Бэм Марджера
- Боб Бернквист
- Карим Кэмпбелл
- Руне Глифберг
- Баки Ласек
- Чад Маска
- Эндрю Рейнольдс
- Пол Родригес
- Джефф Роули
- Эрик Костон
- Элисса Стимер
- Джейми Томас
- Арто Саари
- Стив Кабальеро
- Родни Маллен
- Майк Валлели

Секретные персонажи:
- Джин Симмонс из Kiss
- Железный человек
- T.H.U.D.
- Эрик Спэрроу
- Стейси Перальта
- Тодд Менеджер
- Шеф Neversoft
- Бомж Джерси
- Наркоман
- Дилер
- Рабочий завода
- Охранник
- Уличный воин
- Надгробный камень Гарри
- Деловой человек
- Манхэттенский коп
- Строитель
- Государственный патрульный
- Дежурный в гостинице
- Швейцар отеля
- Диджей Куберт
- Командный кинооператор
- Воздуходувка для листьев
- Садовник
- Член КГБ
- Танковая гвардия
- Пол Стэнли из Kiss
- Питер Крисс из Kiss
- Эйс Фрэли из Kiss

## Сюжет
Главный герой и его друг Эрик Спэрроу живут в пригороде Нью-Джерси и мечтают стать известными скейтбордистами. Главному герою удается произвести впечатление на профессионального скейтера Чада Маска, приехавшего в город на демонстрацию, который дарит им новый скейтборд и сообщает, что хороший способ начать карьеру скейтера — получить спонсорскую поддержку от местного скейтшопа. Главный герой находит Стейси Пералту, который соглашается спонсировать их при условии, что игрок сделает что-то, чтобы выделиться среди других местных скейтеров, поэтому главный герой отправляется в Манхэттен, Нью-Йорк, вместе с Эриком, который находится в бегах от наркоторговцев после того, как поджег их машину в отместку за кражу из скейт-шопа.

## Отзывы
| Сводный рейтинг       | Сводный рейтинг | Сводный рейтинг | Сводный рейтинг | Сводный рейтинг | Сводный рейтинг | Сводный рейтинг |
| Издание               | Оценка          | Оценка          | Оценка          | Оценка          | Оценка          | Оценка          |
| Издание               | Общая           | GBA             | GC              | PC              | PS2             | Xbox            |
| --------------------- | --------------- | --------------- | --------------- | --------------- | --------------- | --------------- |
| GameRankings          |                 |                 | 86,18 %         |                 | 90,58 %         | 85,27 %         |
| Metacritic            |                 | 86 %            | 89 %            |                 | 90 %            | 85 %            |
| Иноязычные издания    |                 |                 |                 |                 |                 |                 |
| Издание               | Оценка          | Оценка          | Оценка          | Оценка          | Оценка          | Оценка          |
| Издание               | Общая           | GBA             | GC              | PC              | PS2             | Xbox            |
| Eurogamer             |                 |                 |                 |                 | 7/10            |                 |
| Famitsu               |                 |                 |                 |                 | 33/40           |                 |
| Game Informer         |                 |                 |                 |                 | 9,25/10         |                 |
| GameRevolution        | A−              |                 |                 |                 |                 |                 |
| GameSpot              |                 |                 |                 |                 | 8,9/10          |                 |
| GameSpy               |                 |                 | [ 13 ]          |                 |                 |                 |
| GameZone              |                 |                 |                 |                 | 9,5/10          |                 |
| IGN                   |                 |                 |                 |                 | 9,5/10          |                 |
| OPM                   |                 |                 |                 |                 | 10/10           |                 |
| Русскоязычные издания |                 |                 |                 |                 |                 |                 |
| Издание               | Оценка          | Оценка          | Оценка          | Оценка          | Оценка          | Оценка          |
| Издание               | Общая           | GBA             | GC              | PC              | PS2             | Xbox            |
| Absolute Games        |                 |                 |                 | 89 %            |                 |                 |

Игра Tony Hawk’s Underground получила «всеобщее признание», согласно агрегатору рецензий Metacritic. Майкл Кнутсон из GameZone написал, что Underground — «одна из лучших игр про скейтбординг» и что она понравится игрокам любого уровня подготовки. Том Брамвелл из Eurogamer согласился с ним: «Как игра типа „возьми и играй“, THUG приносит бесконечное удовольствие, как только вы освоите основы, и это лучшая стартовая площадка для серии на сегодняшний день».